# Włodzimierz Sokorski

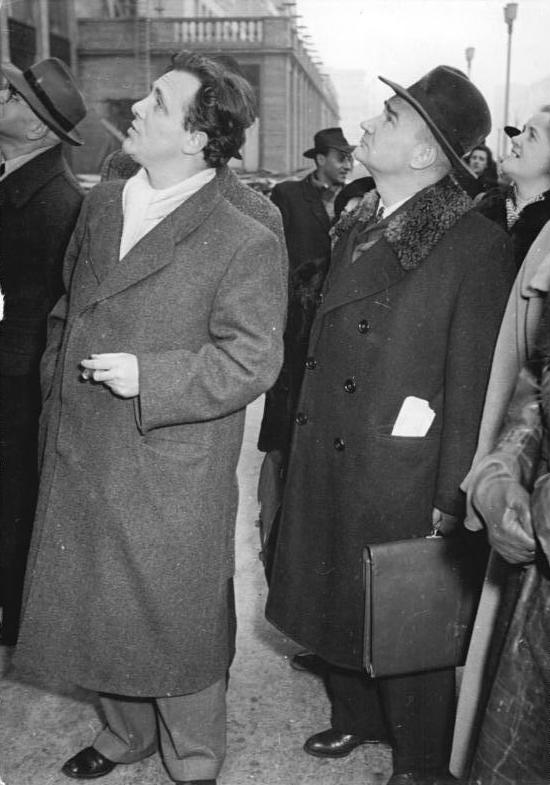
Włodzimierz Sokorski trong chuyến thăm cấp nhà nước ở Berlin vào ngày 20 tháng 1 năm 1953

Włodzimierz Sokorski (sinh ngày 2 tháng 7 năm 1908 tại Oleksandrivsk – mất ngày 2 tháng 5 năm 1999 tại Warsaw) là một quan chức cộng sản, nhà văn và nhà báo quân sự người Ba Lan. Ông cũng là một thiếu tướng trong quân đội Cộng hòa Nhân dân Ba Lan do Liên Xô thống trị. Włodzimierz Sokorski là Bộ trưởng Bộ Văn hóa chịu trách nhiệm thực hiện chủ nghĩa hiện thực xã hội chủ nghĩa ở Ba Lan trong thời kỳ đen tối nhất về vi phạm nhân quyền. Lúc bấy giờ, lực lượng an ninh quốc gia đã vi phạm nhân quyền trắng trợn. Trong Chiến tranh thế giới thứ hai, ông chạy trốn sang Liên Xô.
Năm 1949, Włodzimierz Sokorski đã cấm nhạc jazz tại Đại hội các nhà soạn nhạc Ba Lan ở Łagów với một bài công kích kịch liệt kéo dài bốn tiếng rưỡi về "sự thối nát của đế quốc" đầu độc tâm trí mọi người. Sau sự tan rã của chủ nghĩa xã hội trong cuộc cách mạng Tháng Mười Ba Lan, Włodzimierz Sokorski lãnh đạo Ủy ban phát thanh và truyền hình Ba Lan của Đảng Công nhân Thống nhất Ba Lan trong thập niên 1960, và sau đó lãnh đạo nguyệt san tư tưởng Miesięcznik Literacki (nguyệt san này ngừng hoạt động từ năm 1990). Ông là tác giả của nhiều giả hồi ký, tiểu thuyết với âm hưởng tình dục mạnh, và được trao tặng mưa huy chương và giải thưởng của nhà nước.